# Farrajenacerta
Farrajenacerta (em armênio: Փառաժնակերտ; romaniz.: P’aṙažnakert), Farrajencerta (Փառաժնկեր, P’aražnkert), Farraznacerta (Փառազնակերտ, P’aṙaznakert), Faraznacerta (Փարազնակերտ, P’araznakert) ou Parrajenacerta (Պառաժնակերտ, Paṙažnakert) foi uma aldeia no distrito (gavar) de Niga, na província de Airarate do Reino da Armênia. De acordo com Grigor Łap’anc’ian, seu nome é formado por p’aṙazn ("nascido da glória") e -certa ("feito por"). Não se sabe ao certo qual assentamento moderno corresponde a essa localidade. Foi sugerido que seja a aldeia de Dedemaxém, na província de Guelarcunique, ou a cidade de Aparã, na província de Aragatsotn. Segundo a crônica de João V (século X), o católico Esdras I nasceu aqui.